# Idioma mariveleño
El idioma mariveleño es una lengua zambal hablada por unos 500 personas dentro una comunidad aeta en Mariveles en las Filipinas.